# Bracon merseli
Bracon merseli är en stekelart som beskrevs av Papp 1996. Bracon merseli ingår i släktet Bracon och familjen bracksteklar. Inga underarter finns listade.